# Bruce Westerman

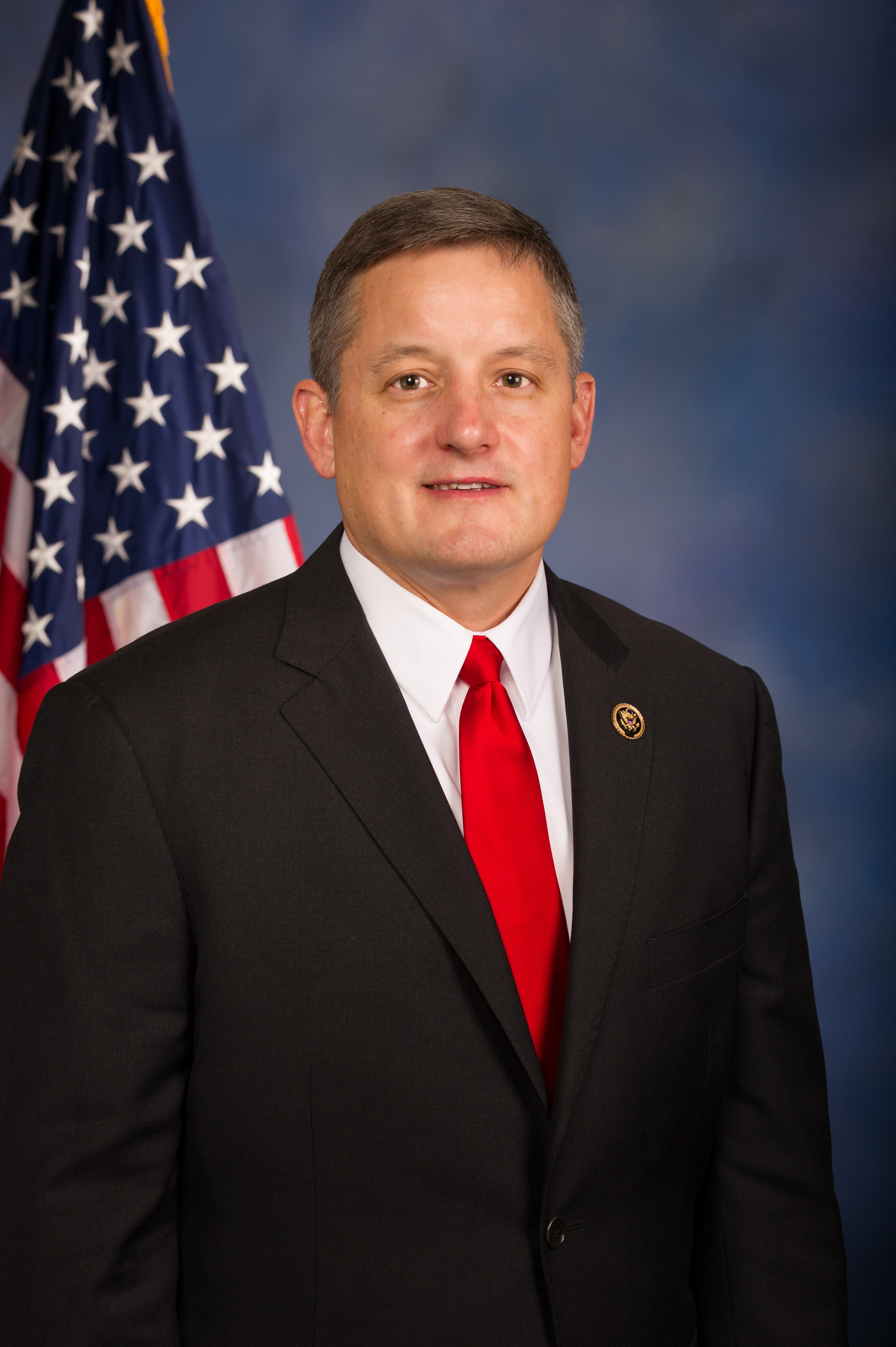
Bruce Westerman (2015)

Bruce Eugene Westerman (* 18. November 1967 in Hot Springs, Garland County, Arkansas) ist ein US-amerikanischer Politiker der Republikanischen Partei. Seit Januar 2015 vertritt er den vierten Distrikt des Bundesstaats Arkansas im US-Repräsentantenhaus.

## Werdegang
Bruce Westerman besuchte bis 1986 die Fountain Lake High School in seiner Heimatstadt Hot Springs (Arkansas). Anschließend studierte er bis 1990 an der University of Arkansas in Fayetteville, das er mit einem Bachelor of Science in Biologie- und Landwirtschafts-Ingenieurwesen abschloss. Er beendete seine Ausbildung im Jahr 2001 an der Yale University. Dort erlangte er einen Master of Science in Forstwirtschaft. Beruflich ist er bereits seit 1992 auf diesem Gebiet tätig. Er arbeitete für die Firma Mid-South Engineering Company als Ingenieur im Forstbereich. Politisch schloss er sich der Republikanischen Partei an. Von 2006 bis 2010 gehörte er dem Schulrat seiner einstigen Schule der Fountain Lake High School an.
Privat lebt Westerman in seinem Geburtsort Hot Springs, zusammen mit seiner Frau Sharon und den vier Kindern.

## Politik
Politisch schloss er Republikanischen Partei an. Zwischen 2010 und 2014 war er Abgeordneter im Repräsentantenhaus von Arkansas.
Bei den Kongresswahlen des Jahres 2014 wurde Westerman im vierten Wahlbezirk von Arkansas in das US-Repräsentantenhaus in Washington, D.C. gewählt, wo er am 3. Januar 2015 die Nachfolge seines Parteifreundes Tom Cotton antrat, der bei denselben Wahlen in den US-Senat gewählt worden war.
Die Primary (Vorwahl) seiner Partei für die Wahlen 2022 wurde mangels Mitbewerbern abgesagt und Westerman zum erneuten Kandidaten bestimmt. Er trat am 8. November 2022 gegen John White von der Demokratischen Partei sowie Gregory Maxwell von der Libertarian Party an. Er konnte die Wahl mit 71 % der Stimmen für sich entscheiden und ist dadurch auch im Repräsentantenhaus des 118. Kongresses vertreten. Da er in den Jahren 2016 bis 2024 jeweils in seinem Amt bestätigt wurde, kann er sein Mandat bis heute ausüben. Seine derzeitige Legislaturperiode im 119. Kongress dauert bis zum 3. Januar 2027. Seine aktuelle, insgesamt sechste Legislaturperiode läuft noch bis zum 3. Januar 2025.

### Ausschüsse
Westerman ist aktuell (2022) Mitglied in folgenden Ausschüssen des Repräsentantenhauses:
- Committee on Natural Resources (Ranking Member)
- Committee on Transportation and Infrastructure
  - Highways and Transit
  - Railroads, Pipelines, and Hazardous Materials
  - Water Resources and Environment

Zuvor war er auch Mitglied im Committee on the Budget und dem Committee on Science, Space, and Technology. Außerdem ist er Mitglied in 15 Caucuses.